# سعادي وحلي
السعادي الوحلي نوع نباتي يتبع جنس السعادي من الفصيلة السعدية.

## الموئل والانتشار
موطنه الأصلي شمال أوروبا وآسيا وأمريكا الشمالية حيث ينتشر في معظم مناطق الولايات المتحدة الأمريكية وكندا.